# Шерер, Мойл
Мойл Шерер (или Джозеф Мойл Шерер) (18 февраля 1789 — 15 ноября 1869) был офицером британской армии, путешественником и писателем.

## Ранний период жизни
Родился в Саутгемптоне. Младший сын Джозефа Шерера. По линии бабушки он происходил от Мойлов из Бэйка, Корнуолл. В возрасте двенадцати лет он был отправлен в Винчестерский колледж, но ушёл оттуда, купив патент на офицерский чин в 34-м (Камберлендском) пехотном полку.
В 1809 году его корпус был переведён в Португалию и вскоре был вовлечен в Пиренейскую войну. Полк принимал участие в битве при Ла-Альбуэра, битве при Арройо-дос-Молиносе и битве при Витории. Летом 1813 года Шерер был взят в плен в битве при Майя и выслан во Францию, где он оставался в течение двух лет, живя в основном в Байонне.

## Писательская карьера
В 1818 году 34-й полк отправился в Мадрас (ныне Ченнаи), и оттуда Шерер отправил домой рукопись своей первой книги «Очерки Индии». Она была опубликована в 1821 году и выдержала четыре издания. Он вернулся в Англию в 1823 году и, воодушевленный успехом первой книги, написал «Воспоминания о Пиренеях», которые также были весьма популярны и выдержали пять изданий.
В 1824 году последовала книга «Сцены и впечатления в Египте и Италии», рассказывающая о его опыте путешествия по этим странам. В 1825 году Шерер обратился к художественной литературе и написал «Историю жизни» в двух томах. В том же году посещение Европы привело к выпуску книги «Прогулки по Германии» (1826). Находясь в Индии, Шерер приобрел евангелические религиозные взгляды и, стремясь популяризировать их среди своих товарищей по армии, опубликовал в 1827 году трактат «Religio Militis».
В 1829 году он вернулся к художественной литературе и опубликовал «Рассказы о войнах нашего времени» в двух томах. Эта работа оказалась менее успешной, чем предыдущие. Первый том книги «Жизнь Веллингтона», которую он опубликовал в серии «Lardner’s Cabinet Cyclopædia» в 1830-2 гг., выдержал три издания, а второй — четыре. В 1837 году он опубликовал свою последнюю художественную книгу «Разбитый шрифт», действие которой происходит во время английской революции (в двух томах), которая оказалась малоуспешной. В 1838 году он выпустил сборник отрывков из своих ранних работ под названием «Картины из зарубежных путешествий».

## Отставка и смерть
В 1830 году Шерера повысили до бревет-майора, а в 1831 году он стал капитаном. Будучи доблестным солдатом, он в то же время не питал особого пристрастия к гарнизонной жизни, поэтому примерно в 1836 году уволился из армии и жил на ферме Клавертон, недалеко от Бата. Много лет он жил в том районе, изредка переезжая в другой дом. К концу своей жизни он заболел психическим заболеванием и переехал в Брислингтон-хаус под Бристолем. Он умер там в 1869 году и был похоронен на кладбище в Брислингтоне.